# Écueillé
Écueillé é uma comuna francesa na região administrativa do Centro, no departamento Indre. Estende-se por uma área de 35,18 km². Em 2010 a comuna tinha 1 261 habitantes (densidade: 35,8 hab./km²).